# Marjorie Hall Harrison
Marjorie Hall Harrison (14 de septiembre de 1918 - 6 de agosto de 1986) fue una astrónoma estadounidense nacida en Inglaterra. 
Hall nació en Nottingham, Inglaterra, en septiembre de 1918. En 1947, fue autora de uno de los primeros libros científicos, una disertación mientras estaba en el Observatorio Yerkes de la Universidad de Chicago, con la palabra "modelo" en el título. Este trabajo describe los procesos que impulsan a las estrellas y se encuentra entre los primeros trabajos que intentaron crear modelos matemáticos detallados para sistemas físicos complejos. Junto con Subrahmanyan Chandrasekhar, George Gamow y G. Keller, Harrison publicó modelos en 1944, 1946 y 1947 sobre estrellas modeladas con núcleos isotérmicos y carentes de hidrógeno. Como estudiante de doctorado de S. Chandrasekhar en la Universidad de Chicago, se graduó en astronomía en 1947. 
Uno de sus hermanos, Cecil Hall, fue uno de los estudiantes graduados de Eli Franklin Burton que construyó el primer microscopio electrónico práctico en la Universidad de Toronto en 1938. Hall Harrison murió en Huntsville, Texas, en agosto de 1986 a los 67 años de edad.

## Artículos publicados
- Harrison, Marjorie Hall. "Modelos estelares."  Tesis, Universidad de Chicago (1947).
- "El modelo de capota generalizada."  The Astrophysical Journal, vol. 100, p. 343 (1944).
- "Un modelo estelar con una fuente gravitacional de energía." The Astrophysical Journal, vol. 102, p. 216 (1945).
- "Modelos estelares con núcleos isotérmicos parcialmente degenerados y sobres de fuente puntual." The Astrophysical Journal, vol. 103, p. 193 (1946).
- "Modelos estelares con núcleos isotérmicos y sobres de fuente puntual."  The Astrophysical Journal, vol. 105, p. 322 (marzo de 1947).
- "Sobre la composición química del sol desde su constitución interna." The Astrophysical Journal, vol. 1098, p. 310 (1948).
- "Nota sobre la composición química del sol." The Astrophysical Journal, vol. 111, p. 446 (1950).
- Donald E. Osterbrock.  "Chandra y sus alumnos en el Observatorio Yerkes"  J. Astrophys. Astr.(1996) 17, 233-268.